# Radomír Šimůnek
Radomír Šimůnek, född den 8 april 1962 i Plzeň (Pilsen), död den 10 augusti 2010 i Kamenice, var en tjeckisk, till och med 1992 tjeckoslovakisk (se Tjeckoslovakiens upplösning), cross-cyklist, som var amatör fram till järnridåns fall och sammetsrevolutionen i slutet av 1989, varefter han strax blev professionell (professionell idrott hade tidigare varit förbjuden under kommunistregimerna i Östeuropa). Han blev världsmästare för juniorer 1980, amatörer 1983 och 1984, samt professionella 1991. Därtill vann han Superprestige tre gånger.
Šimůnek valdes till Tjeckoslovakiens bäste idrottare 1991 och utsågs senare till 1900-talets främste tjeckiske cyklist. Han utsågs dessutom till Král cyklistiky ("Cykelkung") 1983, 1984 och 1991 av det tjeckoslovakiska cykelförbundet.
Under mitten av 1980-talet led Šimůnek av hälsoproblem och genomgick tre knäopertioner. I november 1992 orsakade han en bilolycka i vilken tre personer omkom och han dömdes för detta till 18 månaders fängelse, men benådades efter fyra månader av den dåvarande presidenten Václav Havel.
Šimůnek avslutade den aktiva karriären efter vintern 2001/2002 och fortsatte sedan som tränare åt sin son (född 1983), även han med förnamnet Radomír, som också var tävlingscyklist (professionell från 2005). Radomír junior hade sina främsta framgångar i cykelcross, i vilket han blev tjeckisk mästare 2016 samt tog VM-silver för juniorer 2001 och för U23 2005.
Radomír Šimůnek avled vid 48 års ålder 2010 till följd av levercirrhos.

## Meriter – cykelcross

### Junior (U19)
| 1978/1979 4:a vid Juniorvärldsmästerskapen | 1979/1980 Juniorvärldsmästare |

### Amatör
| 1981/1982 2:a i amatörklassen vid Världsmästerskapen 2:a vid Tjeckoslovakiska mästerskapen 1982/1983 Amatörvärldsmästare 3:a vid Tjeckoslovakiska mästerskapen | 1983/1984 Amatörvärldsmästare Tjeckoslovakisk mästare 1987/1988 2:a vid Tjeckoslovakiska mästerskapen 1988/1989 2:a i amatörklassen vid Världsmästerskapen |

### Professionell/elit
Världsmästerskap och tjeckoslovakiska/tjeckiska mästerskap avhölls i januari/februari. UCI World Cup (införd 1993) och Superprestige är serier av deltävlingar som går över cykelcrossens vintersäsong. UCI:s världsranking (införd 1992) avser Šimůneks placering vid säsongsslutet i mars.
| SäsongTävling       | 1984 1985 | 1985 1986 | 1986 1987 | 1987 1988 | 1988 1989 | 1989 1990 | 1990 1991 | 1991 1992 | 1992 1993 | 1993 1994 | 1994 1995 | 1995 1996 | 1996 1997 | 1997 1998 | 1998 1999 | 1999 2000 | 2000 2001 | 2001 2002 |
| ------------------- | --------- | --------- | --------- | --------- | --------- | --------- | --------- | --------- | --------- | --------- | --------- | --------- | --------- | --------- | --------- | --------- | --------- | --------- |
| Världsmästerskapen  | –         | –         | –         | Am.       | Am.       | 7         |           | 5         | –         | 9         | 13        | 11        | 12        | 5         | 7         | 13        | 15        | –         |
| Nationsmästerskapen | –         | –         | –         | Am.       | Am.       | ?         |           |           | –         |           |           |           |           |           |           |           | 4         | 7         |
| UCI World Cup       | X         | X         | X         | X         | X         | X         | X         | X         | X         | 14        |           | 9         | 12        | 6         | 7         | 48        | 38        | –         |
| Superprestige       | 5         | 15        | –         | 23        | 41        | 17        |           |           | 17        | 11        |           | 7         | 7         | 6         | 8         | 21        | –         | –         |
| UCI:s världsranking | X         | X         | X         | X         | X         | X         | X         | X         | 59        | 22        | 4         | 7         | 14        | 8         | 12        | 37        | 48        | 74        |

X = Ej avhållen     Am. = Amatör (tävlingarna i Superprestige var öppna även för amatörer)

## Meriter – landsväg

### Amatör
1987
10:a i linjelopp vid Tjeckoslovakiska mästerskapen

### Levnad
- Jan Velinger, Former cyclo-cross world champion Šimůnek dies at 48 på Radio Prague International 11 augusti 2010.
- Josh Liberles, Former World Champ Radomir Simunek Sr. Dead, Cylocross Magazine 10 augusti 2010.
- Radomir Radek Simunek på Museo del ciclismo.

### Resultat
- Radomír Šimunek på Le site du Cyclisme.
- Radomír Šimůnek på ProCyclingStats CX.
- Radomir Simunek Sr. på Cyclocross24.